# Idiocerus herrichii
Idiocerus herrichii is een dwergcicade die voorkomt langs oevers en andere gebieden in de buurt van water. Hij leeft van op schietwilg (Salix alba) en kraakwilg (Salix fragilis). De imago's komen voor tussen juli en mei.

## Kenmerken
Volwassen mannelijke exemplaren hebben een lengte van 6,0 tot 6,2 mm en vrouwelijke exemplaren van 6,4 tot 7,0 mm. De krekels zijn bruin, wit en hebben een zwart patroon. De vleugelnerven hebben een zwart-wit-geel kleurpatroon. Een heldere randstreep loopt langs de binnenkant van elk samengesteld oog in het gezichtsveld. Verder is er een brede, lichte lengtestreep in het midden van het voorhoofd en boven het halsschild. Het schild heeft drie donkere driehoekige vlekken aan de basis en een hoefijzervormige donkere vlek aan de achterkant. Onder elk samengesteld oog zit een voeler. De mannetjes hebben antennes met flagellen. Daarnaast zijn er korte haren onder de samengestelde ogen.

## Levenswijze
De volwassenen van één generatie vliegen gewoonlijk van begin juli tot eind mei van het volgende jaar en overwinteren.

## Verspreiding
Idiocerus herrichii is wijdverbreid in Midden-Europa. In het zuiden van Engeland kwam de soort vroeger minder vaak voor dan tegenwoordig. Het verspreidingsgebied strekt zich uit in het noorden naar Fennoscandinavië, in het westen naar Frankrijk, in het zuiden naar Italië en Griekenland, en in het oost naar het Midden-Oosten het Palearctisch gebied.